# Tilaj
Tilaj là một thị trấn thuộc hạt Zala, Hungary. Thị trấn này có diện tích 8,16 km², dân số năm 2010 là 203 người, mật độ 25 người/km².